# Agglomeratie Monterrey

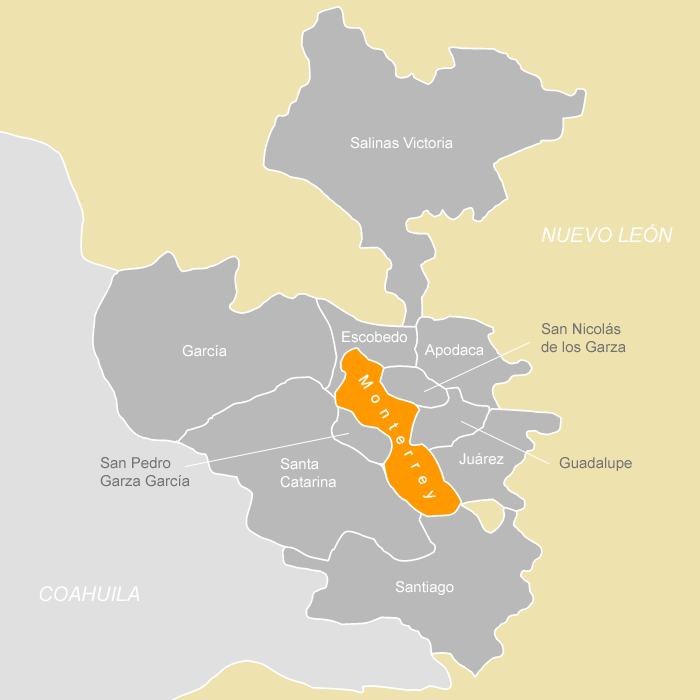

De agglomeratie Monterrey (Spaans: Área Metropolitana de Monterrey) bevindt zich in Nuevo León, in het noorden van Mexico. De agglomeratie heeft 6.150.000 inwoners en is daarmee de op Mexico-Stad na grootste agglomeratie van Mexico.
De agglomeratie bestaat uit de gemeentes Apodaca, Juárez, García, Escobedo, Guadalupe, Monterrey, Santa Catarina, San Nicolás de los Garza en San Pedro Garza García.
Apodaca · Escobedo · García · Guadalupe · Juárez · Monterrey · Santa Catarina · San Nicolás de los Garza · San Pedro Garza García